# Cabo Malea
El cabo Malea (en griego: Ακρωτήριον Μαλέας, coloquialmente Καβομαλιάς, Cavomalias) es un cabo situado en el extremo sur de una pequeña península del sureste de la gran península del Peloponeso, en Grecia, frente a la pequeña isla de Elafónisos. El cabo Malea es el segundo punto situado más al sur de la Grecia continental (tras el cabo Matapan). Tiene un histórico faro que fue construido en 1883 y que ha sido restaurado recientemente.
Oceanográficamente, el cabo es el límite tradicional entre el mar Egeo, al este, y el mar Jónico, al oeste; sin embargo, según la delimitación de la Organización Hidrográfica Internacional está íntegramente en el mar Egeo. 
Administrativamente, el cabo Malea pertenece a la unidad periférica de Laconia y al municipio de Monemvasía. Neápolis es la ciudad más importante de la península.

## Historia
En la Antigüedad clásica el cabo Malea era un lugar muy concurrido donde descargaban barcos y una de las rutas más importantes para cruzar el Mediterráneo desde el noreste al oeste. Sin embargo, el tiempo en ese lugar es conocido por cambiar drásticamente de forma rápida. El cabo Malea es descrito por Homero en la Odisea. Odiseo, en su vuelta a Ítaca rodeó el cabo Malea.
La importancia del cabo se redujo significativamente tras la apertura del canal de Corinto en 1893, que permitía sortear el Peloponeso en vez de circunnavegarlo. A pesar de todo el cabo Malea sigue teniendo en el presente un nivel importante de tránsito marítimo, por la muy limitada capacidad del canal.
Durante la ocupación  nazi de Grecia durante la Segunda Guerra Mundial, los alemanes iniciaron la construcción de torres de defensa por todo el territorio para garantizar la supervivencia de su propia línea de barcos. Una de estas torres de observación se construyó cerca del cabo Malea.